# Simbo
Simbo is een eiland in de Salomonseilanden. Het is 13 km² groot en het hoogste punt is 336 meter. De enige zoogdieren die er voorkomen zijn de vleermuizen Pteropus admiralitatum en Tongavleerhond (Pteropus tonganus).